# Plesiopelma myodes
Plesiopelma myodes is een spinnensoort uit de familie van de vogelspinnen (Theraphosidae).
De wetenschappelijke naam van de soort werd in 1901 gepubliceerd door Reginald Innes Pocock.
De soort komt voor in Uruguay.